# Южный (Хабаровский край)
Ю́жный — посёлок в районе имени Лазо Хабаровского края России. Входит в состав Долминского сельского поселения.

## География
Посёлок Южный стоит в верховьях реки Матай, на правом берегу.
Через посёлок Южный проходит строящаяся автотрасса «Восток».
Расстояние (на север) до центра сельского поселения посёлка Долми около 40 км.
Расстояние от посёлка Южный до автотрассы Хабаровск — Комсомольск-на-Амуре (в окрестностях села Князе-Волконское) около 180 км.
Расстояние до трассы «Уссури» у села Дормидонтовка Вяземского района (через Капитоновку Вяземского района) около 135 км.
Расстояние до районного центра Переяславка (через Георгиевку) около 150 км.

## Население
| 1992 | 2002 | 2010 | 2011 | 2012 | 2021 |
| ---- | ---- | ---- | ---- | ---- | ---- |
| 286  | ↘198 | ↘176 | →176 | ↗177 | ↘72  |

## Улицы
| - ул. Лесная, - ул. Центральная, | - ул. Школьная, - пер. Школьный. |

## Экономика
Предприятия, занимающиеся заготовкой и переработкой леса.